# محوطه دولاش قانع نی
محوطه دولاش قانع نی مربوط به دوران‌های تاریخی پس از اسلام است و در شهرستان مریوان، بخش مرکزی، روستای نی واقع شده و این اثر در تاریخ ۲۷ مرداد ۱۳۸۲ با شمارهٔ ثبت ۹۶۱۶ به‌عنوان یکی از آثار ملی ایران به ثبت رسیده است.